# Savage Love (Laxed – Siren Beat)
Pour l’article homonyme, voir Savage Love.
Singles par Jawsh 685
Laxed (Siren Beat)
(2020) Sweet & Sour
(2020)
Singles par Jason Derulo
Too Hot
(2019) Coño
(2020)
Savage Love (Laxed – Siren Beat) est une chanson du producteur néo-zélandais Jawsh 685 et du chanteur américain Jason Derulo, sortie le 11 juin 2020.
La chanson se classe no 1 dans plus de 15 pays, notamment en Nouvelle-Zélande, Allemagne, Australie, Autriche, Belgique (Flandre), Pays-Bas, et Suisse.
Un remix avec le groupe sud-coréen BTS sort le 2 octobre 2020. Ce remix se classe également no 1 au Billboard Hot 100 et au Canadian Hot 100.

## Genèse
Jawsh 685 publie le titre instrumental Laxed (Siren Beat) sur Youtube en 2019. À la suite de la publication d'un court extrait sur la plateforme TikTok, le titre devient viral et est l'objet d'un challenge de danse. Le titre sort sur les plateformes officielles le 24 avril 2020, tandis que Jawsh 685 signe avec le label Columbia Records en mai 2020.
Le 11 mai 2020, Jason Derulo tease le titre Savage Love, basé sur un sample de Laxed (Siren Beat). Jawsh 685 n'est pas crédité tandis que Derulo n'a pas obtenu l'autorisation d'utiliser le sample, et se voit critiqué pour cela. Il est révélé que Jawsh 685 prévoyait de faire remixer son titre Laxed (Siren Beat) par de multiples artistes dont Jason Derulo, mais que ce dernier voulait la chanson pour lui-même.
Le 11 juin 2020, Columbia Records annonce que les deux artistes ont trouvé un compromis. Jawsh   685 autorise Jason Derulo à utiliser le sample, mais est crédité en tant qu'artiste principal. Le sous-titre (Laxed – Siren Beat) est également ajouté.

## Charts hebdomadaires
| Classement (2020)                       | Meilleure Position |
| --------------------------------------- | ------------------ |
| Allemagne (Media Control AG)            | 1                  |
| Australie (ARIA)                        | 1                  |
| Autriche (Ö3 Austria Top 40)            | 1                  |
| Belgique (Flandre Ultratop 50 Singles)  | 1                  |
| Belgique (Wallonie Ultratop 50 Singles) | 2                  |
| Canada (Hot 100)                        | 1                  |
| Danemark (Tracklisten)                  | 2                  |
| Écosse (OCC)                            | 1                  |
| États-Unis (Hot 100)                    | 1                  |
| Espagne (PROMUSICAE)                    | 29                 |
| Finlande (Suomen virallinen lista)      | 2                  |
| France (SNEP)                           | 6                  |
| France (SNEP Ventes)                    | 2                  |
| Irlande (IRMA)                          | 1                  |
| Israël (Media Forest)                   | 1                  |
| Italie (FIMI)                           | 6                  |
| Norvège (VG-lista)                      | 1                  |
| Nouvelle-Zélande (RMNZ)                 | 1                  |
| Pays-Bas (Nederlandse Top 40)           | 1                  |
| Pays-Bas (Single Top 100)               | 1                  |
| Portugal (AFP)                          | 5                  |
| Royaume-Uni (UK Singles Chart)          | 1                  |
| Suède (Sverigetopplistan)               | 1                  |
| Suisse (Schweizer Hitparade)            | 1                  |